# Dinastía herodiana

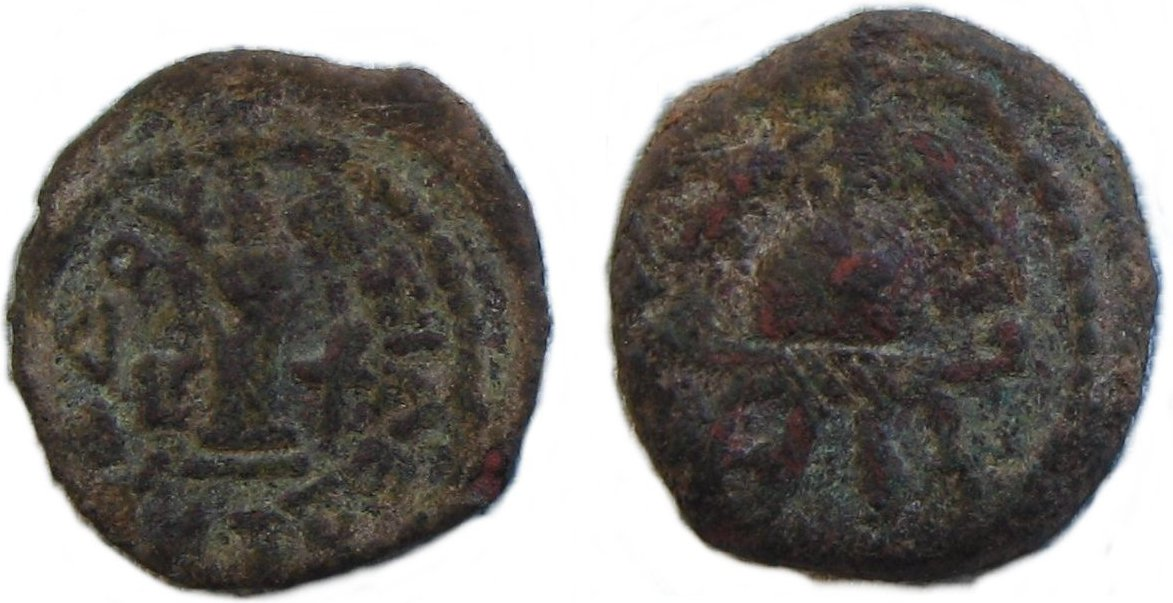
Moneda de Herodes el Grande

La  Dinastía herodiana fue la última casa real de Judea, descendiente de oficiales idumeos y de los reyes asmoneos. Comenzó con Herodes I el Grande, quien asumió el trono de Judea con apoyo romano, sustituyendo a la dinastía asmonea, y gobernó un extenso territorio hasta su muerte en 4 a. C. El reino de Herodes fue dividido entre sus hijos con Arquelao como rey y sus hermanos como tetrarcas. La mayoría de aquellos reinos, incluyendo Judea, fueron incorporados a la provincia romana de Judea en el año 6 , aunque un reino herodiano limitado continuó en Calcis hasta los últimos años del siglo I, cuando el último monarca herodiano, Herodes Agripa II, murió, y Roma asumió todo el poder sobre el territorio.

## Origen
Durante el tiempo del gobernante asmoneo Juan Hircano I (134–104 a. C.), Judea conquistó Edom (Idumea) y forzó a los edomitas a convertirse al judaísmo.
Los edomitas fueron gradualmente integrados en la nación judía, y algunos de ellos lograron altos cargos. En el tiempo de Alejandro Janneo, el edomita Antipas, fue nombrado gobernador de Edom. Su hijo Antípatro, padre de Herodes I el Grande, era el asesor jefe del asmoneo Hircano II y mantuvo una buena relación con la República Romana, que en aquel tiempo (63 a. C.) extendió su influencia sobre la región, siguiendo a la conquista de Siria, y la intervención en una guerra civil en Judea.
Julio César nombró a Antípatro procurador de Judea en 47 a. C. y a sus hijos Fasael y Herodes I, gobernadores de Jerusalén y Galilea respectivamente. Antípatro fue asesinado en 43 a. C.; sin embargo, sus hijos mantuvieron las riendas de poder y fueron elevados al rango de tetrarcas en 41 a. C. por Marco Antonio.

## Acceso al poder
En 40 a. C., los partos invadieron las provincias romanas orientales y lograron expulsarles de muchas áreas. En Judea, la dinastía asmonea fue restaurada por el rey Antígono Matatías como monarca pro-parto. Herodes, se las arregló para huir a Roma y solicitar la restauración de la monarquía en favor de Hircano II. Después de convencer al Senado de sus intenciones sinceras a favor de Roma, finalmente fue nombrado como rey de los judíos por el Senado romano provocando el rechazo de muchos judíos de la época debido a su participación con el poder Romano, siendo aún descrito por los autores de Daniel 11:21, como un despreciable halagador.
A pesar de su nombramiento como rey de la totalidad de Judea, Herodes no la conquistó plenamente hasta 37 a. C.. Él gobernó como rey vasallo durante 34 años, aplastando la oposición, mientras iniciaba proyectos de grandes construcciones, incluyendo el puerto de Cesarea, el Templo de Jerusalén y las fortalezas de Masada y de Herodión, entre otras. A su muerte su reino fue dividido entre sus tres hijos como tetrarquía.

## Reyes y gobernantes herodianos
Herodes Arquelao, hijo de Herodes y Maltace, samaritana, recibió la parte principal del reino: Judea propiamente dicha, Idumea y Samaria. Gobernó durante diez años, hasta 6 d. C., cuando fue exiliado a Vienne, en la Galia, donde, según Dion Casio, vivió por el resto de sus días."
Herodes Filipo II, hijo de Herodes y de su quinta mujer, Cleopatra de Jerusalén, recibió jurisdicción sobre la parte nordeste del reino de su padre; gobernando allí hasta su muerte en el 34.
Herodes Antipas, otro hijo de Herodes y Maltace, fue gobernante de Galilea y Perea;  gobernando allí hasta que fue exiliado a Hispania por el emperador Calígula en 39. Herodes Antipas es, probablemente, la persona referida en los Evangelios del Nuevo Testamento cristiano, jugando un papel en la muerte de Juan el Bautista y en el juicio de Jesús.
Herodes Agripa I, nieto de Herodes y de la princesa asmonea Mariamne I. Gracias a su amistad con el emperador Calígula, fue nombrado gobernante de los territorios de Herodes Filipo, después de la muerte de este en 34, y en 39 recibió los territorios de Herodes Antipas. En 41, el emperador Claudio añadió a su territorio la provincia de Judea. Así Agripa I prácticamente reunió el reino de su abuelo bajo su gobierno. Agripa murió súbitamente en 44.
El hijo de Agripa, Agrippa II recibió el reino de Calcis a la muerte de su pariente, Herodes de Calcis en 48, junto con el derecho de supervisar el Templo en Jerusalén y nombrar a su sumo sacerdote, pero con el rango de tetrarca. En 53, Agripa se vio obligado a renunciar a la tetrarquía de Calcis pero a cambio Claudio lo nombró  rey sobre los territorios anteriormente gobernados por Felipe, a saber, Batanea, Traconítide y Gaulonitis, además del reino de Lisanias en Abila. La tetrarquía de Calcis fue posteriormente dada en 57 a su primo, Aristóbulo, hijo de Herodes de Calcis, quien también llegó a gobernar Armenia Menor.  
En 55, el emperador Nerón añadió al reino de Agripa las ciudades de Tiberíades y Tariquea en Galilea, y Livias (Iulias quizás Tell er-Rameh), con catorce aldeas de Perea. 
Según los Hechos de los Apóstoles, Agripa y su hermana Berenice estuvieron presentes cuando el apóstol Pablo defendió su caso en Cesarea Marítima, ente el procurador Festo, probablemente en los años 59 o 60.
Agripa gastó grandes sumas en embellecer Jerusalén y otras ciudades, especialmente Berytus (antigua Beirut), una ciudad helenizada en Fenicia. Fue el último de los príncipes herodianos que gobernaron en Siria, y con su muerte ca. 92 (100, según otros autores)  la dinastía se extinguió, quedando el reino plenamente incorporado a la provincia romana de Judea.

## Descendencia
Los últimos herodianos atestiguados fueron: Cayo Julio Alejandro, gobernante de Cilicia, quien ingresó al Senado romano y se desempeñó como cónsul sufecto durante el reinado de Trajano antes del 109, y sus hijos: Cayo Julio Agripa, cuyo hijo fue Lucio Julio Gaino Fabio Agripa, un ciudadano considerablemente rico de Apamea de Siria, y Cayo Julio Alejandro Bereniciano, quien también fue miembro del Senado, cónsul sufecto en 116 y procónsul de la provincia de Asia. Su hija fue Julia Casia Alejandra (nacida ca. 105 d. C. y descendiente de Augusto por parte materna), madre del usurpador Avidio Casio. El usurpador Jotapiano del siglo II, también pudo ser descendiente de los herodianos.
Los manuscritos hallados en la Cueva de las Cartas, Nahal Hever, por Yigael Yadin, mencionan a una Julia Crispina, hija de Bereniciano,  a quien se identifica como uno de los hijos de Berenice y Herodes de Calcis, o bien con Cayo Julio Alejandro Bereniciano. Julia Crispina, quien probablemente vivió en Egipto, puede ser una de las últimas descendientes de la dinastía herodiana.

## Gobernantes (47 a.C.-100)
- Antípatro el Idumeo (procurador de Judea, 47-44 a. C.);
- Herodes el grande (gobernador de Galilea, 47-44 a. C.; tetrarca de Galilea 44-40 a. C.; rey de Judea, 40-4 a. C.);
- Fasael (gobernador de Jerusalén, 47-40 a. C.);
- Feroras (gobernador de Perea, 20-5 a. C.);
- Herodes Arquelao (etnarca de Judea) 4 a. C.-6);
- Herodes Antipas (tetrarca de Galilea, 4 a. C.-39);
- Filipo el Tetrarca (tetrarca de Iturea, Traconitide y Batanea, 4 a. C.-34);
- Herodes Lisanias (tetrarca de Abilene, 4 a. C. -33);
- Salomé I (toparca de Jabneh, 4 a. C.-10);
- Agripa I (rey de Batanaea 37-41 d. C., Rey de Galilea 40-41, Rey de toda Judea 41-44, anteriormente Judea (provincia romana), que Claudio le obsequió y fue restituido como provincia después de su muerte.
- Herodes de Calcis (Rey de Calcis) ¿? - 48
- Agripa II Tetrarca de Calcis 48-53. Rey de Batanaea 53-100
- Aristóbulo de Calcis. Rey de Armenia Menor 55-72. Tetrarca de Calcis 57-92.